# قرار مجلس الأمن التابع للأمم المتحدة رقم 1261
قرار مجلس الأمن التابع للأمم المتحدة رقم 1261، المعتمد بالإجماع في 25 آب / أغسطس 1999، في أول قرار لمعالجة الموضوع، أدان المجلس استهداف الأطفال في النزاعات المسلحة، بما في ذلك تجنيد الأطفال واستخدامهم كجنود.
وكان مجلس الأمن قد أبلغ قبل تبني القرار أن 300 ألف طفل من سن السابعة أو الثامنة كانوا يخدمون كجنود أو مقاتلين أو أدوار داعمة في النزاعات المسلحة في أكثر من 30 دولة حول العالم. وقيل أيضا إن الحروب التي وقعت خلال العقد الماضي، أدت إلى مقتل مليوني طفل.

## القرار

### أعمال
وأعرب مجلس الأمن عن قلقه إزاء تأثير النزاع المسلح على الأطفال وآثاره الطويلة الأجل على السلام والأمن والتنمية. وأدان بشدة استهداف الأطفال في النزاع بالقتل أو التشويه أو العنف الجنسي أو الاختطاف أو التشريد أو الاستخدام في الجيش. ودعا جميع الأطراف المعنية إلى الامتثال لالتزاماتها بموجب القانون الدولي، ولا سيما اتفاقيات جنيف واتفاقية حقوق الطفل وتقديم المخالفين للعدالة. كما تم حث الأطراف على ضمان حماية الأطفال (لا سيما فيما يتعلق بالعنف الجنساني) وأخذ رفاهيتهم وحقوقهم على محمل الجد أثناء مفاوضات السلام، بالإضافة إلى تسهيل إيصال المساعدات الإنسانية إلى الأطفال.
ودعم المجلس جهود منظمة الأمم المتحدة للطفولة (اليونيسيف)، ومفوض الأمم المتحدة السامي لشؤون اللاجئين، ولجنة الأمم المتحدة لحقوق الإنسان، والممثل الخاص للأمين العام المعني بالأطفال والصراع المسلح. وشدد على أهمية سلامة وأمن وحرية التنقل لموظفي الأمم المتحدة والعاملين في المجال الإنساني، وحث جميع البلدان ومنظومة الأمم المتحدة على ضمان إنهاء تجنيد الأطفال واستخدامهم في الصراع المسلح من خلال الجهود السياسية ونزع السلاح والتسريح وإعادة تأهيل الجنود الأطفال وإعادة إدماجهم. وأشار المجلس إلى أحكام القرار 1209 (1998) بشأن آثار انتشار الأسلحة على الفئات الضعيفة، ولا سيما الأطفال، وفي هذا الصدد، ذكّر الدول بتقييد عمليات نقل الأسلحة التي من شأنها إثارة الصراع أو إطالة أمده.
وأكد القرار من جديد استعداد مجلس الأمن عند التعامل مع حالة الأطفال في النزاعات المسلحة للقيام بما يلي:
(أ) ضمان تقديم المساعدة الإنسانية للسكان المدنيين مع مراعاة احتياجات الأطفال؛
(ب) دعم حماية الأطفال المشردين وإعادة توطينهم من خلال مفوضية الأمم المتحدة السامية لشؤون اللاجئين وغيرها؛
(ج) النظر في تأثير ذلك على الأطفال عند اتخاذ تدابير بموجب المادة 41 من ميثاق الأمم المتحدة بشأن العقوبات؛
(د) النظر في الاستجابات المناسبة عندما تكون المباني أو المواقع التي يستخدمها الأطفال مستهدفة في نزاع مسلح.
وأخيراً، طُلب من الأمين العام كوفي عنان ضمان حصول موظفي الأمم المتحدة على التدريب المناسب بشأن حقوق الأطفال ورفاههم، وتقديم تقرير إلى المجلس بحلول 31 تموز / يوليو 2000 عن تنفيذ القرار الحالي.

## روابط خارجية
- نص القرار في undocs.org